# Championnat d'Europe masculin de volley-ball des petits États 2009
Navigation
Chypre 2007 Andorre 2011
La phase finale du 5e championnat d'Europe de volley-ball masculin des petits états a eu lieu du 26 juin au 28 juin 2009 à Luxembourg (Luxembourg).

## Équipes présentes
| - Malte - Écosse - Islande - Luxembourg | - Îles Féroé - Chypre - Irlande du Nord - Saint-Marin |

## Phase de poules
| Groupe A                                    | Groupe B                                                            |
| ------------------------------------------- | ------------------------------------------------------------------- |
| site : Cospicua Écosse Chypre Islande Malte | site : Luxembourg Îles Féroé Irlande du Nord Luxembourg Saint-Marin |

### Groupe A
| No | Équipe  | Points | Matches | Matches | Points | Points | Points | Sets | Sets   | Sets  |
| No | Équipe  | Points | gagnés  | perdus  | pour   | contre | Ratio  | pour | contre | Ratio |
| -- | ------- | ------ | ------- | ------- | ------ | ------ | ------ | ---- | ------ | ----- |
| 1  | Chypre  | 6      | 3       | 0       | 248    | 184    | 1.348  | 9    | 1      | 9.000 |
| 2  | Islande | 5      | 2       | 1       | 271    | 255    | 1.063  | 6    | 6      | 1.000 |
| 3  | Écosse  | 4      | 1       | 2       | 230    | 240    | 0.958  | 5    | 6      | 0.833 |
| 4  | Malte   | 3      | 0       | 3       | 202    | 272    | 0.743  | 2    | 9      | 0.222 |

### Groupe B
| No | Équipe          | Points | Matches | Matches | Points | Points | Points | Sets | Sets   | Sets  |
| No | Équipe          | Points | gagnés  | perdus  | pour   | contre | Ratio  | pour | contre | Ratio |
| -- | --------------- | ------ | ------- | ------- | ------ | ------ | ------ | ---- | ------ | ----- |
| 1  | Irlande du Nord | 6      | 3       | 0       | 292    | 275    | 1.062  | 9    | 4      | 2.250 |
| 2  | Luxembourg      | 5      | 2       | 1       | 281    | 257    | 1.093  | 8    | 4      | 2.000 |
| 3  | Îles Féroé      | 4      | 1       | 2       | 283    | 291    | 0.973  | 6    | 7      | 0.857 |
| 4  | Saint-Marin     | 3      | 0       | 3       | 222    | 255    | 0.871  | 1    | 9      | 0.111 |

## Phase finale

### Équipes présentes
| - Luxembourg (Organisateur et 2e groupe B) - Chypre (1er groupe A) - Islande (2e groupe A) - Irlande du Nord (1er groupe B) |

### Classement
| No | Équipe          | Points | Matches | Matches | Points | Points | Points | Sets | Sets   | Sets  |
| No | Équipe          | Points | gagnés  | perdus  | pour   | contre | Ratio  | pour | contre | Ratio |
| -- | --------------- | ------ | ------- | ------- | ------ | ------ | ------ | ---- | ------ | ----- |
| 1  | Chypre          | 6      | 3       | 0       | 285    | 263    | 1.084  | 9    | 4      | 2.250 |
| 2  | Luxembourg      | 5      | 2       | 1       | 252    | 218    | 1.156  | 8    | 3      | 2.667 |
| 3  | Islande         | 4      | 1       | 2       | 237    | 239    | 0.992  | 5    | 6      | 0.833 |
| 4  | Irlande du Nord | 3      | 0       | 3       | 171    | 225    | 0.760  | 0    | 9      | 0.000 |

## Classement final
| Place              | Équipe          |
| ------------------ | --------------- |
| Médaille d'or      | Chypre          |
| Médaille d'argent  | Luxembourg      |
| Médaille de bronze | Islande         |
| 4                  | Irlande du Nord |
| 5                  | Îles Féroé      |
| 6                  | Écosse          |
| 7                  | Malte           |
| 8                  | Saint-Marin     |